# Tratado de Ámsterdam
El Tratado de Ámsterdam fue un acuerdo firmado el 2 de octubre de 1997 en la ciudad neerlandesa de Ámsterdam. Entró en vigor el 1 de mayo de 1999, tras haber sido ratificado por todos los Estados miembros de la Unión Europea, pasando a convertirse en la nueva normativa legal de la Unión Europea, tras revisar el tratado de Maastricht.
Su objetivo fundamental era el de crear un espacio de libertad, seguridad y justicia común. Hizo énfasis en varios aspectos fundamentales: empleo, libre circulación de ciudadanos, justicia, política exterior y de seguridad común, y reforma institucional para afrontar el ingreso de nuevos miembros. Estos asuntos habían quedado pendientes en Maastricht.
El Tratado de Ámsterdam constituye la tercera gran reforma de los tratados constitutivos comunitarios. El documento sentó las bases de una  cooperación reforzada entre determinados Estados miembros en el marco de las instituciones de la Unión.

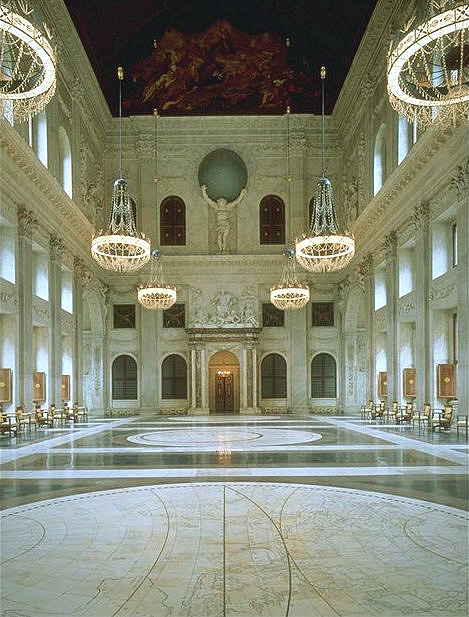
Sala de los Ciudadanos del Palacio Real de Ámsterdam donde ser firmó el tratado.

## Antecedentes
El Tratado de la Unión Europea (TUE) de 1993 destacó el objetivo prioritario de los análisis jurídicos centrándose en la moneda única, en el Euro, relegando la importancia para una Europa comunitaria de fortalecer sus instituciones y crear un espacio social apto para sus ciudadanos, entre otros. En ese contexto, el tratado de Ámsterdam fue el resultado de negociaciones que comenzaron en Mesina, Italia, el 2 de junio de 1995, casi cuarenta años después de la firma del Tratado de Roma, y se completaron en Ámsterdam el 18 de junio de 1997.
En marzo de 1996, se abrió un Conferencia intergubernamental en Turín (Italia) con el fin de revisar el Tratado de la Unión Europea. Le medida condujo a la firma formal del Tratado de Ámsterdam el 2 de octubre de 1997, tras la cual los Estados miembros iniciaron un proceso de ratificación. El Parlamento Europeo aprobó el tratado el 19 de noviembre de 1997, y después de dos referéndums y 13 decisiones de los parlamentos, los Estados miembros finalmente concluyeron el procedimiento.

## Contenido
Mediante el tratado de Ámsterdam, se estableció la libre circulación de personas en el territorio de la UE, procedentes de sus Estados Miembros (Acuerdo de Schengen). En 1997 nace Europol, la policía europea, que empezará a funcionar en 2004, pero cuya aprobación se realizó en el Tratado de Maastricht también conocido como Tratado de la Unión Europea.
En 1997 también se crea la figura de "Mister PESC", el ministro de Exteriores de la Unión. En ese mismo año se incrementa el control del Parlamento Europeo sobre la Comisión Europea.

## Desafíos
El Tratado de Ámsterdam no resolvió todas las cuestiones institucionales. Todavía se estaba trabajando en la reforma de las instituciones para hacerlas capaces de operar de manera efectiva y democrática en una UE muy ampliada. Las cuestiones más apremiantes fueron la composición de la Comisión y la ponderación de los votos de los Estados miembros en función de la votación por mayoría cualificada. Estas preguntas fueron abordadas en el Tratado de Lisboa de 2009.

## Críticas
Para el analista-investigador Andrés Ortega, el Tratado de Ámsterdam no cumplió con los objetivos se había fijado el proceso de reforma del Tratado de Maastricht. En su momento, Ortega estimó que Ámsterdam había sido ocasión perdida, “un lucro cesante en términos de integración, que será difícil de recuperar en el futuro cuando la UE se amplíe a Estados no necesariamente integracionistas, pues acaban de recuperar su libertad y su ser nacional”.